# Geotektonika
Geotektonika ili kraće, tektonika bavi se pokretima i deformacijama u Zemljinoj kori odnosno litosferi i to na globalnoj razini, te kontaktima pojedinih kontinentalnih i ocenaskih ploča koje se kreću po gornjem sloju astenosfere, tj. Zemljinom plaštu. Strukturno oblikovanje pojedinih kompleksa rezultat je geodinamskih promjena u prošlosti, što upućuje na nedjeljivu povezanost geodinamike i geotektonike. Međutim, u okviru specifičnih zadataka težište geodinamike je analiza uzroka promjena, a geotektonike rekonstrukcija strukturnih i mofroloških posljedica tih promjena kao okvira određenog zbivanja. Odraz toga zbivanja na površini Zemlje predmet je geomorfologije.
Zemljina površina je podijeljena u 8 velikih i nekoliko manjih ploča koje se sporo kreću i mijenjaju veličinu. Intenzivna geološka aktivnost se događa na rubovima ploča gdje se ploče odmiču jedna od druge, jedna prema drugoj ili prolaze jedna uz drugu. Teorija o tektonici ploča, potječe iz prve polovice 20. stoljeća i obuhvatila je opisala je mehanizme podvlačenja ploča i širenja oceana. 

## Podvlačenje kontinentalnih ploča
Kontinenti se slobodno kreću po gornjem sloju astenosfere mijenjajući međusobno svoje položaje i oblike. 

## Širenje srednjoocenskih hrptova
Morsko dno nastaje na srednjooceanskim hrptovima od kuda se izlaze goleme količine lave, šireći ocenasko dno te stvarajući nove dijelove ocenske kore. Obje strane oceanskog dna uz srednjoocenaki greben se kreću, ali u suprotnim pravcima, prema kontinentalnim pločama na rubovima. Danas je možda najpoznatiji Atlantski srednjooceanski hrbat, s izraženom vulkanskom aktivnošću i na površini (Island).